# Eumjido
Eumjido är en ö i Sydkorea.   Den ligger i provinsen Södra Gyeongsang, i den sydöstra delen av landet, 300 km sydost om huvudstaden Seoul. Arean är 0,29 kvadratkilometer.
Terrängen på Eumjido är platt. Den sträcker sig 1,0 kilometer i nord-sydlig riktning, och 0,5 kilometer i öst-västlig riktning.